# Sagitta helenae
Sagitta helenae är en djurart som tillhör fylumet pilmaskar, och som beskrevs av Ritter-Zahony 1911. Sagitta helenae ingår i släktet Sagitta och familjen Sagittidae. Inga underarter finns listade i Catalogue of Life.